# Claus Hecking
Claus Hecking (* 1975 in Vreden) ist ein deutscher Journalist und Politologe.

## Leben und Beruf
Als Stipendiat der Studienstiftung des deutschen Volkes studierte Hecking Betriebswirtschaftslehre, Rechtswissenschaften und Politik an der Westfälischen Wilhelms-Universität Münster, der Madrider Universidad Complutense und der Université Libre in Brüssel. Während dieser Zeit schrieb er für die Frankfurter Allgemeine Zeitung. Nach seiner Promotion zum Dr. phil. über den Nationalitätenstreit zwischen Flamen und Wallonen in Belgien absolvierte er 2003 und 2004 ein Fernseh-, Radio- und Online-Volontariat bei der Deutschen Welle in Bonn, Berlin und Brüssel.
Von 2004 bis 2005 war Hecking als Sprecher in der Abteilung Konzernkommunikation und Politik bei BMW tätig. Von 2005 an arbeitete er als Reporter und Brüssel-Korrespondent für die Financial Times Deutschland und Capital, von 2015 an als Wirtschaftsredakteur der Wochenzeitung Die Zeit.
Zwischen 2017 und 2020 war er Autor für Spiegel Online und Redakteur bei Capital. 2018 gewann er für den Artikel „Chinas neuer Plan“ gemeinsam mit den Journalisten Georg Fahrion und Volker Pabst den Deutschen Journalistenpreis in der Kategorie Weltwirtschaft.
Seit September 2020 ist Hecking beim Spiegel angestellt. Im Oktober 2023 wechselte er intern vom Wirtschafts- ins Wissenschaftsressort; seine Themenschwerpunkte sind Energie, Klima, Luftfahrt und Globalisierung. Ab dem Sommer 2024 soll Hecking als Wissenschaftskorrespondent für den Spiegel aus den USA berichten.
Seit 2021 unterrichtet er neben seiner Tätigkeit für den Spiegel an der Henri-Nannen-Schule.

## Veröffentlichungen
- Flamen und Wallonen: fremde Nachbarn im Hause Belgien? Berlin 2002, ISBN 3-89825-493-3.
- Das politische System Belgiens. Leske und Budrich, Opladen 2003, ISBN 3-8100-3724-9.
- Das Parteiensystem Belgiens. In: Oskar Niedermayer, Richard Stöss, Melanie Haas (Hrsg.): Die Parteiensysteme Westeuropas. Berlin 2006, ISBN 3-531-14111-2.
- Das politische System. In: Johannes Koll (Hrsg.): Belgien. Geschichte – Politik – Kultur – Wirtschaft. Münster 2007, ISBN 978-3-402-00408-1.
- Belgium Expert Report. In: Bertelsmann Stiftung (Hrsg.): Sustainable Governance Indicators. Gütersloh 2009.
- Mit Rolf Elgeti: Wohnimmobilien. FinanzBuch Verlag, München 2014, ISBN 978-3-89879-838-9.
- Mit Charlotte Schönberger und Ilka Sokolowski: Unsere Zukunft ist jetzt! Kämpfe wie Greta Thunberg fürs Klima. Friedrich Oetinger, Hamburg 2019, ISBN 978-3-7891-1492-2.

## Ehrungen
- 2006: State-Street-Preis für Finanzjournalisten
- 2008: Journalistenpreis Münsterland[6][7]
- 2009: Deutscher Journalistenpreis Börse Finanzen Wirtschaft (djp), lobende Erwähnung[8]
- 2012: Karl-Buchrucker-Preis[9]
- 2014: State-Street-Preis für Finanzjournalisten[10]
- 2016: ERM-Medienpreis für Nachhaltige Entwicklung[11]
- 2017: Medienpreis Luft- und Raumfahrt[12]
- 2018: Deutscher Journalistenpreis Börse Finanzen Wirtschaft (djp), Kategorie Weltwirtschaft[13]
- 2019: Nominierung für den Medienpreis Luft- und Raumfahrt (zusammen mit Jenny von Zepelin)[14]
- 2020: Nominierung für den Medienpreis Luft- und Raumfahrt[15]
- 2021: Nominierung für den UMSICHT-Wissenschaftspreis des Fraunhofer-Instituts für Umwelt-, Sicherheits- und Energietechnik[16]
- 2023: Nominierung für den Deutschen Journalistenpreis (zusammen mit Simon Book und einem Spiegel-Autorenteam)[17][18]
- 2024: Shortlist für den Herbert Quandt Medien-Preis (zusammen mit Stefan Schultz und einem Spiegel-Autorenteam)[19][20]